# Serge Dubois (ijshockeyer)
Serge Dubois (8 maart 1958 - Windsor, 6 juli 2020) was een Canadees ijshockeyer.

## Levensloop
Dubois was actief als speler bij Chicoutimi Sagueneens in de LHJMQ van 1973 tot 1976. Vervolgens kwam hij een seizoen uit voor Lac Megantic Royals, om vervolgens terug te keren naar Chicoutimi Sagueneens. In het seizoen 1980-'81 kwam hij uit in de IHL voor Toledo Goaldiggers.
Na zijn spelerscarrière was hij actief als coach bij onder andere de Windsor Papetiers en Dubé d'Asbestos.
In 2020 kwam hij om het leven na een schietincident in zijn woning.